# ジョアンヌ・ワトモア
ジョアンヌ・ワトモア（Joanne Watmore、1986年9月25日 - ）は、イングランドの女子ラグビー選手。

## プロフィール
- イングランド・チェスター出身[1]。
- ポジションはウィング(WTB)。
- 身長 181cm、体重 75kg
- 7人制イングランド代表に選ばれたことがある[2]。
- イングランド代表に選ばれたことがある。

## 略歴
2016年、リオ五輪の7人制イギリス代表に選ばれた。